# 捷姆尼科夫
54°38′N 43°13′E / 54.633°N 43.217°E
捷姆尼科夫（Те́мников）是俄羅斯莫爾多瓦共和國的一個城市。位於莫克沙河畔、距薩蘭斯克西北158公里。2002年人口8,375人。
1779年設市。